# De jongen in de gestreepte pyjama
De jongen in de gestreepte pyjama (Engels: The Boy in the Striped Pyjamas) is een roman uit 2006, geschreven door de Ierse romanschrijver John Boyne. In tegenstelling tot de maanden van planning die Boyne had voor zijn andere boeken, werd het gehele concept voor dit boek in tweeënhalve dag geschreven. Tot op heden is het boek wereldwijd meer dan 6 miljoen keer verkocht, in 2007 en 2008 was het het bestverkochte boek in Spanje.
De roman werd in 2008 verfilmd.

## Inhoud
Het verhaal speelt zich af in Duitsland tijdens de Tweede Wereldoorlog. De vader van hoofdrolspeler Bruno is een hoge nazi. De familie verhuist van Berlijn naar een huis aan de rand van het concentratiekamp Auschwitz in Polen als deze vader promotie maakt. 
Bruno, 9 jaar oud, heeft niemand om mee te spelen. Hij heeft alleen zijn zus Gretel, die 12 jaar oud is, maar hij heeft geen goede band met haar. Langs hun nieuwe huis loopt een lang hek. Uit het raam van zijn kamer ziet Bruno in de verte achter het hek mannen en jongens in gestreepte "pyjama's". Hij is nieuwsgierig en gaat altijd al graag op onderzoek uit (zoals in het grote vorige huis in Berlijn), en gaat dat nu ook doen, maar nu, zonder dat zijn ouders het weten, naar de vreemd geklede mensen buiten. Het is het concentratiekamp, maar dat fenomeen kent Bruno niet. Hij denkt juist dat het daar gezelliger is dan aan zijn kant. Hij sluit vriendschap met de gevangen Joodse jongen Shmuel. Hij gaat er vaak naartoe, waarbij hij eten voor Shmuel meeneemt, en beiden aan weerszijden van het hek blijven. 
Bruno's moeder vindt de omgeving van het concentratiekamp geen plek voor een kind. Op haar aandringen stemt haar man ermee in dat ze met de kinderen terug gaat naar Berlijn. Vlak voor ze vertrekken gaat Bruno onder het hek van het kamp door. Shmuel heeft kampkleding (een shirt, een broek en een muts) meegenomen en samen gaan ze op zoek naar Shmuels vader, die al enige dagen zoek is. Doordat Bruno een muts draagt valt hij nog minder op in het kamp. Dit heeft fatale gevolgen: toevallig worden juist tijdens zijn bezoek aan de barak van Shmuel de aanwezigen, waaronder dus de beide jongens, naar de gaskamer gedreven. Daar pakt Bruno de hand van Shmuel, en verklaart dat deze zijn beste vriend voor het leven is. In de chaos die volgt is Bruno vastbesloten Shmuels hand niet los te laten.
Bruno wordt gezocht, maar nooit gevonden. Bij de bevrijding van het concentratiekamp door de Russen wordt Bruno's vader weggevoerd.

## Kritiek
Het boek en de film hebben nogal wat kritiek gehad. Critici beweren dat de film veel van de waarheid afwijkt — volgens hen heeft Boyne er een sprookje van gemaakt. Zo waren er geen kinderen in Auschwitz - Iedereen die niet in staat was om te werken — zoals jonge kinderen — werd direct na aankomst vergast. Dit wordt tegengesproken door Henry Gonshak.
Ook lijkt het sterk dat Bruno — die vlak bij een concentratiekamp woont — helemaal niets wist van de kampen. Hij wist zelfs niet wat een Jood was.